# Park Sung-Soo
Park Sung-Soo (en coreano: 박성수; 19 de mayo de 1970) es un deportista surcoreano que compitió en tiro con arco, en la modalidad de arco recurvo. Participó en los Juegos Olímpicos de Seúl 1988, obteniendo dos medallas, oro en la prueba por equipo y plata en individual.

## Palmarés internacional
| Juegos Olímpicos | Juegos Olímpicos     | Juegos Olímpicos | Juegos Olímpicos |
| Año              | Lugar                | Medalla          | Prueba           |
| ---------------- | -------------------- | ---------------- | ---------------- |
| 1988             | Seúl (Corea del Sur) | Medalla de oro   | Equipo           |
| 1988             | Seúl (Corea del Sur) | Medalla de plata | Individual       |